# Джоанн Беґен
Джоанн Беґен (англ. Johanne Bégin, 21 жовтня 1971) — канадська ватерполістка.
Учасниця Олімпійських Ігор 2000, 2004 років.
Призерка Чемпіонату світу з водних видів спорту 2001, 2005 років.
Призерка Панамериканських ігор 2003 року.